# Estado de Kogi
El estado de Kogi es uno de los treinta y seis estados pertenecientes a la República Federal de Nigeria.

## Localidades con población en marzo de 2016
- Adavi 293,200
- Ajaokuta 165,300
- Ankpa 359,300
- Bassa 188,600
- Dekina 352,300
- Ibaji 172,200
- Idah 107,700
- Igalamela-Odolu 198,500
- Ijumu 160,100
- Kabba/Bunu 195,200
- Kogi 155,400
- Lokoja 265,400
- Mopa-Muro 59,100
- Ofu 258,500
- Ogori/Magongo 53,700
- Okehi 301,800
- Okene 439,500
- Olamaboro 213,900
- Omala 145,700
- Yagba East 199,300
- Yagba West 188,900

## Territorio y población
La población se eleva a la cifra de 3.750.110 personas (datos del censo del año 2007). La densidad poblacional es de 125,7 habitantes por cada kilómetro cuadrado de esta división administrativa. Tiene una superficie de 29.833 km², que para efectos comparativos es similar a la de Albania.